# Паклітаксел
Паклітаксел (англ. Paclitaxel, лат. Paclitaxelum) — природний лікарський препарат, який за своїм хімічним складом є алкалоїдом із кори тисового дерева Taxus brevifolia (натепер препарат може також мати синтетичне або напівсинтетичне походження) та належить до групи таксанів. Паклітаксел застосовується виключно внутрішньовенно. Дослідження паклітакселу розпочались у 1962 році у рамках розпочатої у 1955 році дослідницької програми американського інституту раку по розробці та синтезу нових лікарських препаратів для лікування раку. У цьому році ботанік Артур Барклі передав серед зібраних матеріалів від більш ніж 200 видів рослин до дослідницької лабораторії Національного інституту раку зразки кори одного із американських видів тису Taxus brevifolia, після дослідження яких встановлено, що вони містять речовини, які мають цитотоксичний ефект. Подальші дослідження препарату проводились у Research Triangle Institute у Північній Кароліні американськими біохіміками Монро Воллом і Мансухом Мані, яким уперше вдалось виділити та дослідити чистий паклітаксел у лабораторії. Уперше випуск препарату розпочала американська компанія «Bristol-Myers Squibb» під торговою маркою «Таксол» у 1991 році, а у 1992 році паклітаксел був схвалений FDA для лікування раку яєчників, а у 1994 році для лікування раку молочної залози.

## Фармакологічні властивості
Паклітаксел — природний лікарський засіб, який отримується з кори тихоокеанського тису Taxus brevifolia. Механізм дії препарату полягає у зв'язуванні препарату із бета-тубуліном мікротрубочок цитоплазми, що призводить до порушення процесу його деполімеризації, наслідком чого є порушення процесів динамічної реорганізації сітки мікротрубочок, що порушує функціонування внутрішньоклітинних структур, а також порушує процес мітозу. Паклітаксел також індукує утворення аномальних пучків мікротрубочок протягом усього періоду мітозу, а також утворення так званих зірочок із мікротрубочок, що призводить до зупинки циклу клітин у G2- або M-фазі мітозу, а також стимулює утворення кількох центріолей протягом мітозу. Оскільки мітотична активність більш виражена у клітин, які швидко ростуть, то паклітаксел активніший до клітин злоякісних пухлин. Окрім цього механізму дії, паклітаксел індукує фосфорилювання білка BcL-2 та апоптоз пухлинних клітин, які його продукують. Паклітаксел застосовується у складі комбінованої терапії при раку яєчника, раку шийки матки та раку ендометрія, раку легень, раку рото- та носоглотки, раку гортані, раку слизової оболонки ротової порожнини, раку стравоходу, раку простати, саркоми Капоші, а також раку молочної залози, причому його ефективність при щотижневому застосуванні є рівнозначною застосуванню при раку молочної залози доцетакселу 1 раз у три тижні. Паклітаксел має також властивість гальмування ангіогенезу, і він також застосовується для покриття стентів із метою профілактики рестенозів стенту, хоча стенти із покриттям із паклітакселом (так звані паклітаксел-еліюючі стенти) менш ефективні, ніж стенти з сиролімусом або еверолімусом Побічні ефекти при застосуванні паклітакселу спостерігаються частіше при використанні високих доз препарату (переважно більше 200 мг на квадратний метр поверхні тіла).

### Фармакокінетика
Біодоступність паклітакселу при пероральному застосуванні становить лише 6,5 %, препарат застосовується виключно внутрішньовенно. Після внутрішньовенного введення динаміка концентрації паклітакселу в плазмі крові має двофазний характер; початкове швидке зниження концентрації спричинене швидким розподілом препарату у тканини організму, період напіврозподілу препарату із крові у тканини становить 30 хвилин, пізніші підйом та зниження концентрації пов'язані із повільним вивільненням паклітакселу із тканин. Препарат створює високі концентрації у більшості тканин та органів. Паклітаксел добре (на 89—98 %) зв'язується з білками плазми крові. Препарат частково метаболізується у печінці. Виводиться препарат із організму із жовчю, а також частково із сечею, переважно в незміненому вигляді, частково у вигляді метаболітів. Період напіввиведення препарату варіює в залежності від дози паклітакселу та тривалості інфузії препарату, та може становити від 3 до 52,7 годин. При порушенні функції печінки час напіввиведення препарату може збільшуватися.

## Показання до застосування
Паклітаксел застосовується для лікування раку яєчника, раку шийки матки, раку молочної залози, раку легень, раку стравоходу, раку ротової порожнини і області шиї та голови, раку сечового міхура.

## Побічна дія
При застосуванні паклітакселу побічні ефекти спостерігаються частіше при застосуванні високих доз препарату (переважно більше 200 мг на квадратний метр поверхні тіла), найчастіше спостерігаються гематологічні побічні ефекти — лейкопенія, гранулоцитопенія, анемія, тромбоцитопенія, пригнічення функції кісткового мозку; також часто спостерігається периферична нейропатія. Іншими побічними ефектами паклітакселу є:
- Алергічні реакції та з боку шкірних покривів — висипання на шкірі, свербіж шкіри, набряк Квінке, еритема шкіри, фотодерматоз, алопеція (82 % випадків застосування), кропив'янка, анафілактичний шок, бронхоспазм; спостерігається також ураження шкіри та нігтів, подібне до променевого ураження шкіри та її додатків.
- З боку травної системи — нудота, блювання (близько 44 % випадків застосування), паралітична кишкова непрохідність, діарея або запор, зниження апетиту, запалення слизових оболонок травного тракту, панкреатит, гастроентерит, перфорації органів шлунково-кишкового тракту, ішемічний ентероколіт, підвищення рівня білірубіну в крові, підвищення рівня активності ферментів печінки в крові, вкрай рідко — некроз печінки та печінкова енцефалопатія.
- З боку нервової системи та опорно-рухового апарату — судоми, порушення зору, випадіння полів зору, слабість у м'язах, артралгії та міалгії.
- З боку серцево-судинної системи — гіпотензія, AV-блокада, шлуночкова тахікардія, інфаркт міокарда, брадикардія, периферичні набряки, припливи крові.
- Місцеві побічні ефекти — тромбофлебіт, гіперемія шкіри, некроз шкіри, інфільтрація на шкірі, целюліт.

## Протипокази
Паклітаксел протипоказаний при підвищеній чутливості до препарату, при вираженій нейтропенії, вагітності та годуванні грудьми.

## Форми випуску
Паклітаксел випускається у вигляді концентрату для приготування розчину для внутрішньовенних інфузій у флаконах по 5; 16,7; 17; 25; 35; 41; 43,3; 46; та 50 мл